# Resolución 1494 del Consejo de Seguridad de las Naciones Unidas
La resolución 1494 del Consejo de Seguridad de las Naciones Unidas, aprobada por unanimidad el 30 de julio de 2003, tras reafirmar todas las resoluciones sobre Abjasia y Georgia, en particular la Resolución 1462 (2003), el Consejo prorrogó el mandato de la Misión de Observadores de las Naciones Unidas en Georgia (UNOMIG) hasta el 31 de enero de 2004 y aprobó el establecimiento de un componente de policía.

## Resolución
En el preámbulo de la resolución, el Consejo de Seguridad subrayó que la falta de avances hacia una solución entre las dos partes era inaceptable. Condenó el derribo de un helicóptero de la UNOMIG en octubre de 2001, que causó nueve muertos, y deploró que no se hubiera identificado a los autores del ataque. Se acogieron con satisfacción las contribuciones de las fuerzas de mantenimiento de la paz de la UNOMIG y de la Comunidad de Estados Independientes (CEI) en la región, además del proceso de paz liderado por las Naciones Unidas.
El Consejo de Seguridad acogió con satisfacción los esfuerzos políticos para resolver la situación, en particular los "Principios básicos para la distribución de competencias entre Tbilisi y Sujumi " para facilitar las negociaciones entre Georgia y Abjasia. Lamentó la falta de avances en las negociaciones sobre el estatuto político y la negativa de Abjasia a discutir el documento, y pidió además a ambas partes que superaran su desconfianza mutua. Se condenaron todas las violaciones del Acuerdo de 1994 sobre el cese del fuego y la separación de fuerzas. El Consejo también acogió con satisfacción la disminución de las tensiones en el valle de Kodori y la firma de un protocolo por ambas partes el 2 de abril de 2002. Se tomaron nota de las preocupaciones de la población civil y se pidió a la parte georgiana que garantizara la seguridad de las tropas de la UNOMIG y la CEI en el valle.
La resolución instó a las dos partes a revitalizar el proceso de paz, pidió que se hicieran progresos urgentes en las cuestiones relacionadas con los refugiados y los desplazados internos y reafirmó la inaceptabilidad de los cambios demográficos resultantes del conflicto. Se instó tanto a Georgia como a Abjasia a que aplicaran las recomendaciones de una misión de evaluación conjunta a la región de Gali, y se pidió en particular a Abjasia que mejorara la aplicación de la ley, abordara la falta de instrucción a los georgianos étnicos en su primera lengua y garantizara la seguridad de los refugiados que regresaban.
El Consejo pidió nuevamente a ambas partes a que adoptaran medidas para identificar a los responsables del accidente de un helicóptero de la UNOMIG en 2001, y acogió con satisfacción las salvaguardias establecidas desde el derribo del helicóptero. También se pidió a ambas partes que se desvincularan de la retórica militar y de los grupos armados ilegales. Además, condenó el secuestro y la toma de rehenes de cuatro miembros de la UNOMIG –el sexto incidente de este tipo– y la falta de identificación de los sospechosos.
Por último, hizo suya la propuesta del Secretario General Kofi Annan de establecer un componente de policía de 20 oficiales para reforzar la capacidad de la UNOMIG, y le pidió que mantuviera informado periódicamente al Consejo de la evolución de la situación y le presentara un informe sobre la misma en el plazo de tres meses.